# SN 2004at
SN 2004at – supernowa typu Ia odkryta 12 marca 2004 roku w galaktyce M+10-16-37. W momencie odkrycia miała maksymalną jasność 17,70m.